# Lepanthes tomentosa
Lepanthes tomentosa är en orkidéart som beskrevs av Carlyle August Luer. Lepanthes tomentosa ingår i släktet Lepanthes och familjen orkidéer. Inga underarter finns listade i Catalogue of Life.